# Elia Luini
Pour les articles homonymes, voir Luini (homonymie).
Elia Luini, né le 23 juin 1979 à Gavirate, est un rameur italien.

## Palmarès

### Jeux olympiques
- 2000 à Sydney,  Australie.
  -  en deux de couple poids léger hommes
- 2004 à Athènes,  Grèce.
  - Finale B en deux de couple poids léger hommes
- 2008 à Pékin,  Chine.
  - 4e en deux de couple poids léger hommes

### Championnats du monde
- 1998 à Cologne,  Allemagne
  -  Médaille d'or en deux de couple poids légers
- 2001 à Lucerne,  Suisse
  -  Médaille d'or en deux de couple poids légers
- 2002 à Séville,  Espagne
  -  Médaille d'or en deux de couple poids légers
- 2003 à Milan,  Italie
  -  Médaille d'or en deux de couple poids légers
- 2005 à Gifu,  Japon
  -  Médaille de bronze quatre sans barreur poids légers
- 2006 à Eton,  Royaume-Uni
  -  Médaille d'argent en deux de couple poids légers
- 2009 à Poznań,  Pologne
  -  Médaille de bronze en deux de couple poids légers
- 2010 à Karapiro,  Nouvelle-Zélande
  -  Médaille d'argent en deux de couple poids légers

### Championnats d'Europe
- 2009 à Brest,  Biélorussie
  -  Médaille d'argent en deux de couple poids légers